# 北江光唇鱼
北江光唇鱼（学名：Acrossocheilus beijiangensis）又稱北江石𩼧，为輻鰭魚綱鯉形目鲤科光唇鱼属的鱼类，是中国的特有物种。分布于珠江水系的西江和北江等。本魚體延長且側扁，口亞下位，具觸鬚2對，下頷突出於下唇，上下唇於口角相連，體被圓鱗，側線完整，側線鱗39-41枚，背鰭末根鰭條變硬，後緣具鋸齒，尾鰭叉形，體側有5條黑色橫紋，臀鰭及尾鰭灰黑色，體長可達13.1公分，棲息在溪流沙石底質底中層水域，可做為食用魚及觀賞魚。该物种的模式产地在广东连县、阳山。

## 扩展阅读
維基物種上的相關：北江光唇鱼